# Villorceau
 Villorceau  es una población y comuna francesa, en la región de Centro, departamento de Loiret, en el distrito de Orléans y cantón de Beaugency.

## Demografía
| 311 | 346 | 380 | 754 | 839 | 907 |
| Para los censos de 1962 a 1999 la población legal corresponde a la población sin duplicidades (Fuente: INSEE [Consultar]) |     |     |     |     |     |